# Charles de Cazanove
Charles de Cazanove  est une maison de Champagne, fondée en 1811 à Avize et dont le siège est situé à Reims depuis 2003.

## Histoire
La maison de Champagne Charles de Cazanove est fondée en 1811, par Charles Gabriel de Bigault de Cazanove, héritier d'une lignée de maîtres verriers.
La maison est d’abord achetée par le groupe Martini & Rossi en 1958. Ensuite, elle rejoint Moët Hennessy en 1983, puis le négoce SAME en 1985.
Le 5 février 1999, la société entre au marché libre de la Bourse de Paris.
En 2002, la maison reprend, en contrat de location-gérance, le champagne Médot à Reims, qui commercialise environ 200 000 bouteilles.
En février 2004, la maison intègre le groupe G.H. Martel.
En 2017, Christophe Rapeneau, à la tête de la maison, est nommé « meilleur créateur de champagne de l’année », en obtenant le prix du « Sparkling Winemaker of the Year ».

## Historique des bâtiments et des caves

### Les bâtiments
La maison est installée depuis 2003, 8 place de la République à Reims, dans des bâtiments construits en 1923 pour Prat-Fontaine et Longuet Frères (P.F.L.), entreprise de Vins et spiritueux. Avant Charles de Cazanove, le bâtiment était occupé par le champagne Marie Stuart, lui-même succédant à l'ancienne limonaderie de Reims. Avant 1923 et la construction des bâtiments actuels, le terrain était occupé par l'usine à gaz Houzeau-Muiron. Un monogramme aux initiales des propriétaires (PLF) figure sur le bâtiment coté rue Chaix d'Est-Ange.

### Les caves
Le site de Reims, ne possède pas de cave taillée dans la craie comme c’est le cas dans les autres maisons de champagne à Reims, mais uniquement un sous-sol.

## Production
La production est environ de 3 millions de bouteilles par an.